# El Sellerers
el Sellerers és un mas al terme municipal de Sallent (Bages) catalogat a l'Inventari del Patrimoni Arquitectònic de Catalunya. Apareix documentat al segle xiv. Teulada a doble vessant. Encarada a migdia. Proveïda de planta baixa, primer pis amb finestres petites i golfes. Les llindes de les obertures són de pedra picada. La casa està protegida per un clos que la rodeja. S'observa una evolució des de la forma tancada i reclosa del segle xvii a l'obertura d'una galeria del s. XVIII.

## Història
1. ↑  «Mas del Sellarés». Inventari del Patrimoni Arquitectònic.   Direcció General del Patrimoni Cultural de la Generalitat de Catalunya. [Consulta: 2 desembre 2015].